# David Thorstad
David Thorstad (15 de octubre de 1941 - 1 de agosto de 2021)fue un activista político estadounidense que, después de los disturbios de Stonewall en 1969, cofundó o dirigió varios grupos en defensa de los derechos homosexuales, incluyendo su rol como expresidente de la Alianza de Activistas Gays.Posteriormente, se involucró en el activismo relacionado con la pederastia y la pedofilia a través de la North American Man/Boy Love Association (NAMBLA), de la que fue miembro fundador.

## Activismo temprano
Thorstad estuvo involucrado activamente en la política trotskista durante varios años. Fue miembro de la sección del Upper West Side del Partido Socialista de los Trabajadores (SWP) durante más de seis años, además de desempeñarse como redactor de su periódico The Militant. En diciembre de 1973, abandonó el SWP, citando la falta de interés de la organización en el movimiento de liberación gay y su incapacidad para desarrollar un "análisis materialista marxista" del mismo. En 1976, publicó de manera independiente una colección de documentos internos del partido relacionados con los debates sobre el movimiento de liberación gay, titulada Liberación gay y socialismo: Documentos de los debates sobre la liberación gay dentro del Partido Socialista de los Trabajadores (1970-1973).
A principios de la década de 1970, Thorstad se desempeñó como presidente de la Alianza de Activistas Gays, uno de los principales grupos de liberación gay en Nueva York.
En junio de 1973, Thorstad y John Lauritsen publicaron "El movimiento temprano por los derechos homosexuales (1864-1935)" en el Discussion Bulletin del SWP, con el objetivo de demostrar que el movimiento de liberación gay tenía una historia extensa y significativa, especialmente en Alemania.Este estudio histórico de 14 páginas fue ampliado al año siguiente en un libro de 92 páginas con el mismo título, publicado por Times Change Press, una editorial de Nueva York especializada en libros feministas y políticamente progresistas.El libro fue posteriormente traducido al españoly al alemán.
En 1977, Thorstad estableció la Coalición en Defensa de los Derechos de Lesbianas y Gays.

## Activismo de pederastia y pedofilia
Thorstad se identificó a sí mismo como un pederasta bisexual y ateo (un "recuperado" pentecostal), y afirmó que "nunca había sido acusado de infringir ninguna ley relacionada con actos sexuales".
En 1978, Thorstad se convirtió en cofundador de NAMBLA y "fue miembro del Comité Directivo desde un momento indeterminado hasta septiembre de 1996". En el año 2000, fue uno de los miembros de NAMBLA demandados en el caso Curley v. NAMBLA en Boston, que involucraba la muerte por negligencia de un niño de diez años y se extendió durante un largo proceso judicial.
Thorstad afirmó que "la pederastia es probablemente la forma históricamente más común de homosexualidad en la cultura occidental, así como en muchas otras culturas",y que "la histeria por el abuso infantil es una industria de la locura dirigida a los homosexuales, que juega con la impresión de que los homosexuales siempre han sido vistos como abusadores de menores". Describió la oposición a NAMBLA como "similar a la que presentaron 'feministas lesbianas que se subieron al carro' del miedo a la pornografía masculina/infantil anti-gay", según The Advocate.Además, comparó ser pederasta en los Estados Unidos con ser "un judío en la Alemania nazi" y criticó a la comunidad LGBT dominante por su enfoque asimilacionista en relación con la sociedad capitalista y heterocéntrica.En cuanto a la etiqueta LGBT, consideró que era "la más absurda de todas", al ser "una identidad demasiado fija que elude la fluidez de la sexualidad y el comportamiento sexual... en ese sentido, la escala de Kinsey es válida".También sostuvo que los grupos homosexuales asimilacionistas, la profesión psiquiátrica y los medios burgueses, como The New York Times, "difuminan las distinciones al agrupar todo bajo la rúbrica 'pedofilia', un absurdo aparentemente destinado a criminalizar el amor y forzar comportamientos muy diferentes en una sola categoría negativa".
Las opiniones de Thorstad se sintetizan en sus escritos "El amor entre hombres y niños y el movimiento gay estadounidense"y "La homosexualidad y la izquierda estadounidense: el impacto de Stonewall".

## Puntos de vista posteriores y legado
Con el nuevo milenio, Thorstad empezó a criticar cómo los objetivos originales de liberación sexual dentro de la política gay fueron reemplazados por una política de identidad que llegó a predominar en el movimiento.En este contexto, se opuso, por ejemplo, a la lucha por el matrimonio entre personas del mismo sexo y a la incorporación de las personas transgénero al movimiento por los derechos de los homosexuales.
Los archivos de David Thorstad ahora están archivados y conservados en la Universidad de Minnesota.